# Trégueux
Trégueux [tʁegø] (Tregaeg en breton) est une commune française située près de Saint-Brieuc dans le département des Côtes-d'Armor, en région Bretagne.

## Géographie

### Communes limitrophes
| Ploufragan   | Saint-Brieuc | Langueux |
| Ploufragan   | Trégueux     | Yffiniac |
| Saint-Julien | Plédran      | Yffiniac |

### Hydrographie
Pour un article plus général, voir Réseau hydrographique des Côtes-d'Armor.
La commune est située dans le bassin Loire-Bretagne. Elle est drainée par l'Urne, le Douvenant, le Gouédic et le ruisseau le Douvenant,,.
L'Urne, d'une longueur de 21 km, prend sa source dans la commune de Plaintel et se jette  dans la baie de Saint-Brieuc au niveau de la commune de Langueux, après avoir traversé sept communes.  Les caractéristiques hydrologiques de l'Urne sont données par la station hydrologique située sur la commune de Plédran. Le débit moyen mensuel est de 0,41 m3/s. Le débit moyen journalier maximum est de 5,62 m3/s, atteint lors de la crue du 5 janvier 2001. Le débit instantané maximal est quant à lui de 6,59 m3/s, atteint le 27 décembre 1999.

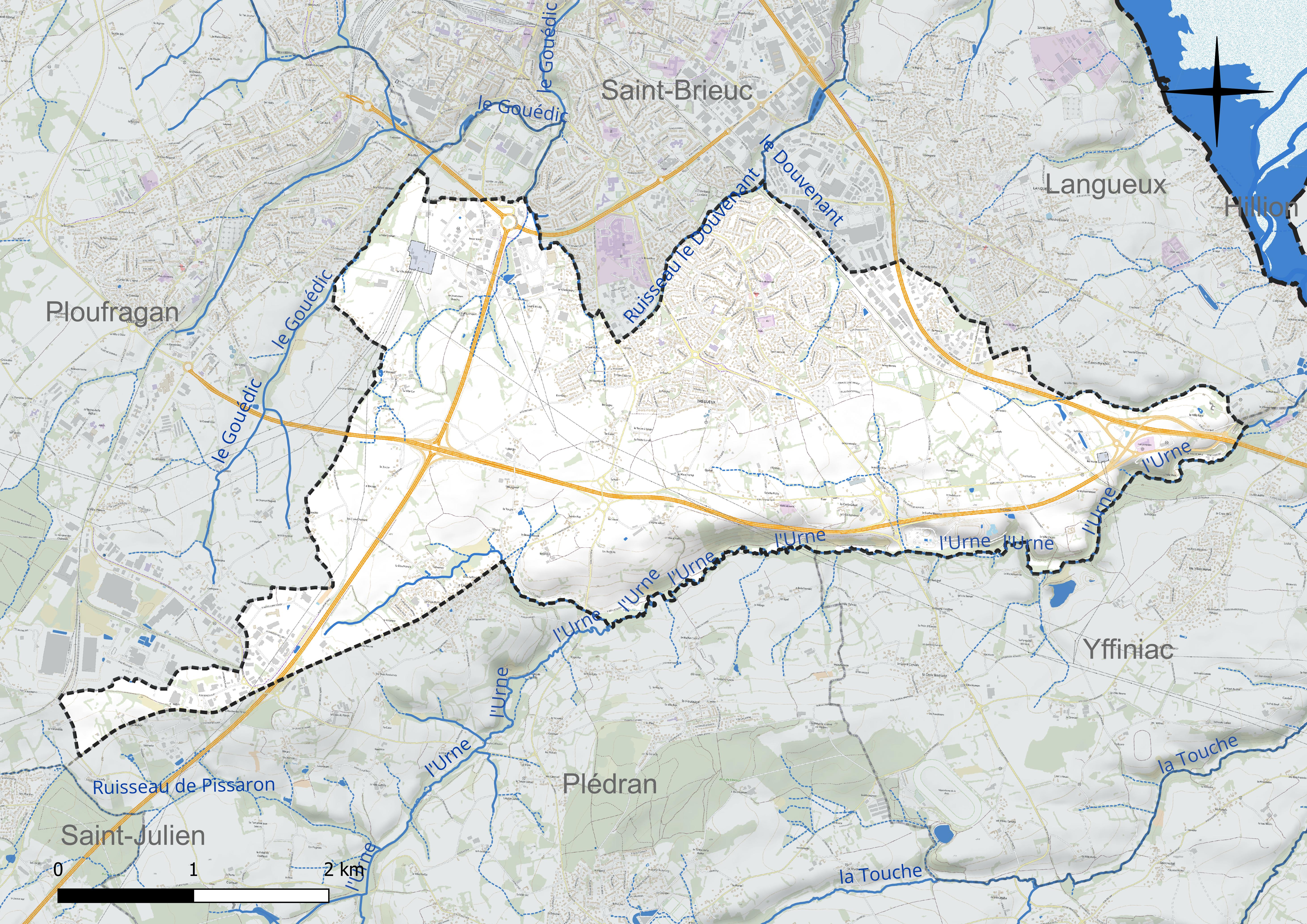
Réseau hydrographique de Trégueux.

### Climat
Pour des articles plus généraux, voir Climat de la Bretagne et Climat des Côtes-d'Armor.
En 2010, le climat de la commune est de type climat océanique franc, selon une étude du CNRS s'appuyant sur une série de données couvrant la période 1971-2000. En 2020, Météo-France publie une typologie des climats de la France métropolitaine dans laquelle la commune est exposée à un climat océanique et est dans la région climatique  Finistère nord, caractérisée par une pluviométrie élevée, des températures douces en hiver (6 °C), fraîches en été et des vents forts. Parallèlement l'observatoire de l'environnement en Bretagne publie en 2020 un zonage climatique de la région Bretagne, s'appuyant sur des données de Météo-France de 2009. La commune est, selon ce zonage, dans la zone « Intérieur  », exposée à un climat médian, à dominante océanique.  
Pour la période 1971-2000, la température annuelle moyenne est de 11,1 °C, avec une amplitude thermique annuelle de 11,1 °C. Le cumul annuel moyen de précipitations est de 741 mm, avec 12,2 jours de précipitations en janvier et 6,4 jours en juillet. Pour la période 1991-2020, la température moyenne annuelle observée sur la station météorologique la plus proche, située sur la commune de Trémuson à 9 km à vol d'oiseau, est de 11,4 °C et le cumul annuel moyen de précipitations est de 757,3 mm,. Pour l'avenir, les paramètres climatiques de la commune estimés pour 2050 selon différents scénarios d'émission de gaz à effet de serre sont consultables sur un site dédié publié par Météo-France en novembre 2022.

## Urbanisme

### Typologie
Au 1er janvier 2024, Trégueux est catégorisée grand centre urbain, selon la nouvelle grille communale de densité à sept niveaux définie par l'Insee en 2022.
Elle appartient à l'unité urbaine de Saint-Brieuc, une agglomération intra-départementale regroupant neuf  communes, dont elle est une commune de la banlieue,,. Par ailleurs la commune fait partie de l'aire d'attraction de Saint-Brieuc, dont elle est une commune du pôle principal,. Cette aire, qui regroupe 51 communes, est catégorisée dans les aires de 200 000 à moins de 700 000 habitants,.

### Occupation des sols
L'occupation des sols de la commune, telle qu'elle ressort de la base de données européenne d’occupation biophysique des sols Corine Land Cover (CLC), est marquée par l'importance des territoires agricoles (60,3 % en 2018), en diminution par rapport à 1990 (79,9 %). La répartition détaillée en 2018 est la suivante : 
terres arables (35,7 %), zones urbanisées (23,2 %), zones agricoles hétérogènes (22 %), zones industrielles ou commerciales et réseaux de communication (15,5 %), prairies (2,7 %), forêts (1 %). L'évolution de l’occupation des sols de la commune et de ses infrastructures peut être observée sur les différentes représentations cartographiques du territoire : la carte de Cassini (XVIIIe siècle), la carte d'état-major (1820-1866) et les cartes ou photos aériennes de l'IGN pour la période actuelle (1950 à aujourd'hui).

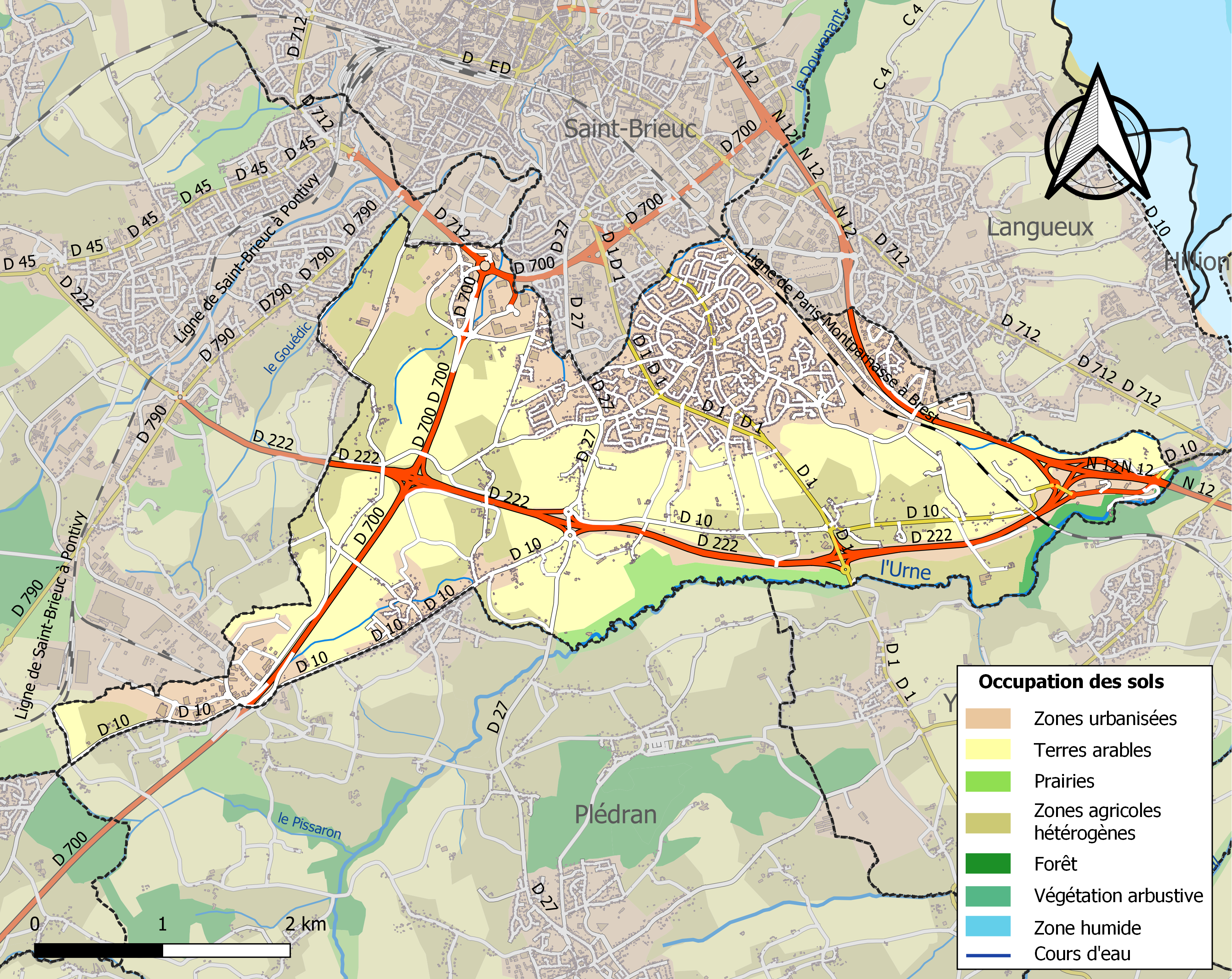
Carte des infrastructures et de l'occupation des sols de la commune en 2018 (CLC).
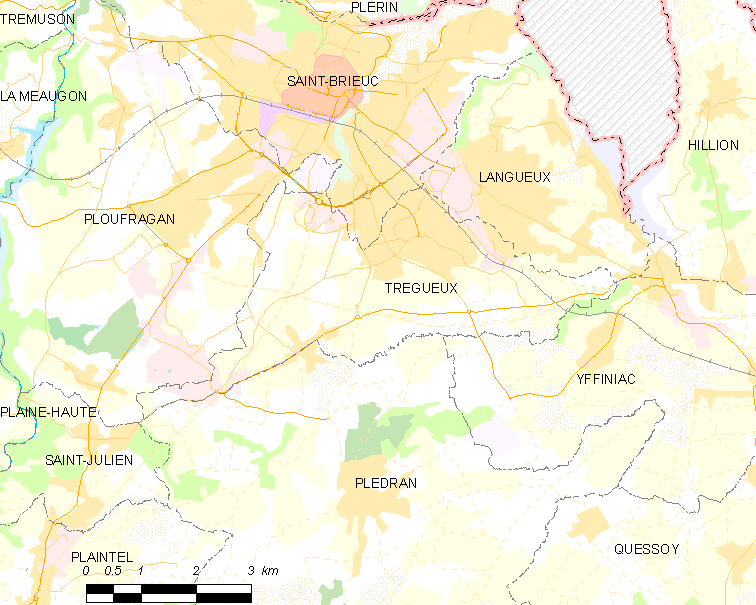
Carte de la commune.

## Toponymie
Le nom de la localité est attesté sous les formes Trefguethenoc au XIIIe siècle, Treguehuc en 1129, Parochia de Treguiec en 1369, Treguieux en 1480, 1569 et au XVIIe siècle, Tregueust en 1536 pour devenir Trégueux au XVIIIe siècle,.
Trégueux portait le nom de Trefguethenoc et vient du breton treb (village) et du nom de Guethenoc, fils de Fracan, deux Bretons ayant également laissé leur nom dans les communes de Langueux (appelée Landguethenoc au XIIIe siècle) et Ploufragan (Plou-Fracan).
Le nom en gallo est Tréyeu.
Le nom en breton de la commune est Tregaeg. Il est attesté depuis 1993.

## Histoire

### Antiquité

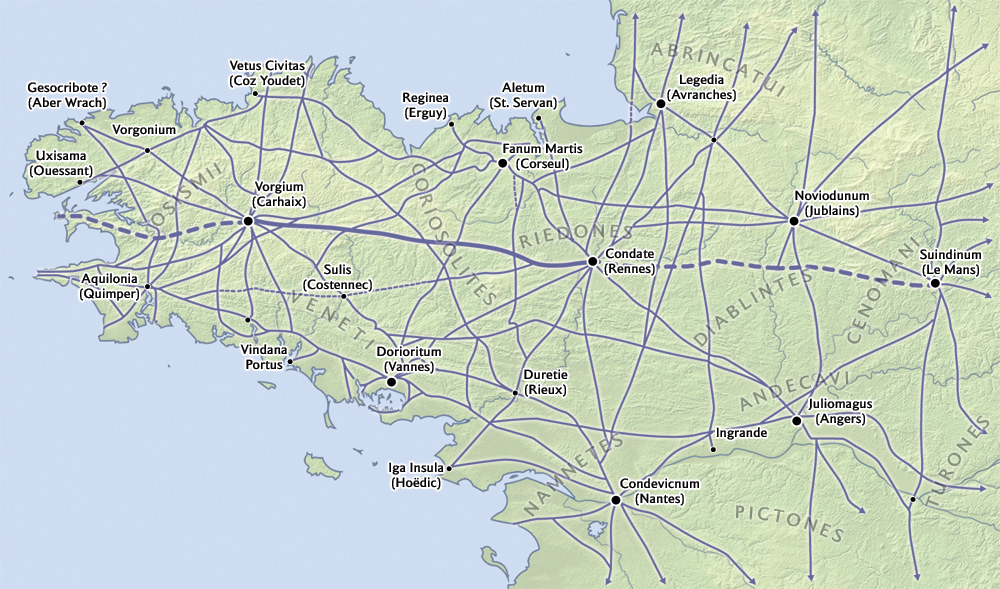
Le village gaulois de Trégueux est dans un territoire situé sur le tracé de la voie romaine Aleth, Carhaix, Quimper.

En avril 2008, à l'occasion d'un diagnostic archéologique préalable à la construction de la rocade de contournement de Saint-Brieuc, un important site gallo-romain est découvert au sud de Trégueux. Il est fouillé de juin 2009 à mars 2010, sur une distance de plus d'un kilomètre, par une équipe franco-britannique de la société anglaise Oxford Archeology. Le site de La Porte Allain situé à l'extrémité nord-ouest du territoire coriosolite, livre notamment un ensemble d'objets du quotidien en bois (mortier et pilon, seaux, coupes…). « Des traces d'habitat et d'activités sont apparues. Des scories de terre cuite et des éclaboussures de métal en fusion indiquent des traces de métallurgie ». D'ouest en est ont été reconnus : un enclos quadrangulaire (résidence aristocratique ?), un bâtiment sur cour (interprété comme une zone de marché) et les vestiges d'un habitat groupé qui abritait environ 1000 habitants.

### XXesiècle

#### Guerres duXXesiècle
Le monument aux Morts porte les noms des 76 soldats morts pour la France :
- 58 sont morts durant la Première Guerre mondiale.
- 15 sont morts durant la Seconde Guerre mondiale.
- 1 est mort durant la guerre d'Indochine.
- 2 sont morts durant la guerre d'Algérie.

## Héraldique
| Blason | Blasonnement : Tiercé en fasce : au premier d’azur aux deux quintefeuilles d’or, au deuxième d’hermine plain, au troisième de gueules à la quintefeuille aussi d’or. |

## Politique et administration

### Rattachements administratifs et électoraux

#### Circonscriptions de rattachement
Trégueux appartient à l'arrondissement de Saint-Brieuc et au canton de Trégueux, dont elle est le bureau centralisateur depuis sa création lors du redécoupage cantonal de 2014. Avant cette date, la commune a successivement été rattachée aux cantons suivants : Saint-Brieuc-Sud (anciennement Saint-Brieuc-Midi, 1833-1982) et Langueux (1982-2015).
Pour l'élection des députés, la commune fait partie de la première circonscription des Côtes-d'Armor, représentée depuis juin 2022 par Mickaël Cosson (MoDem, Groupe démocrate, MoDem et indépendants).

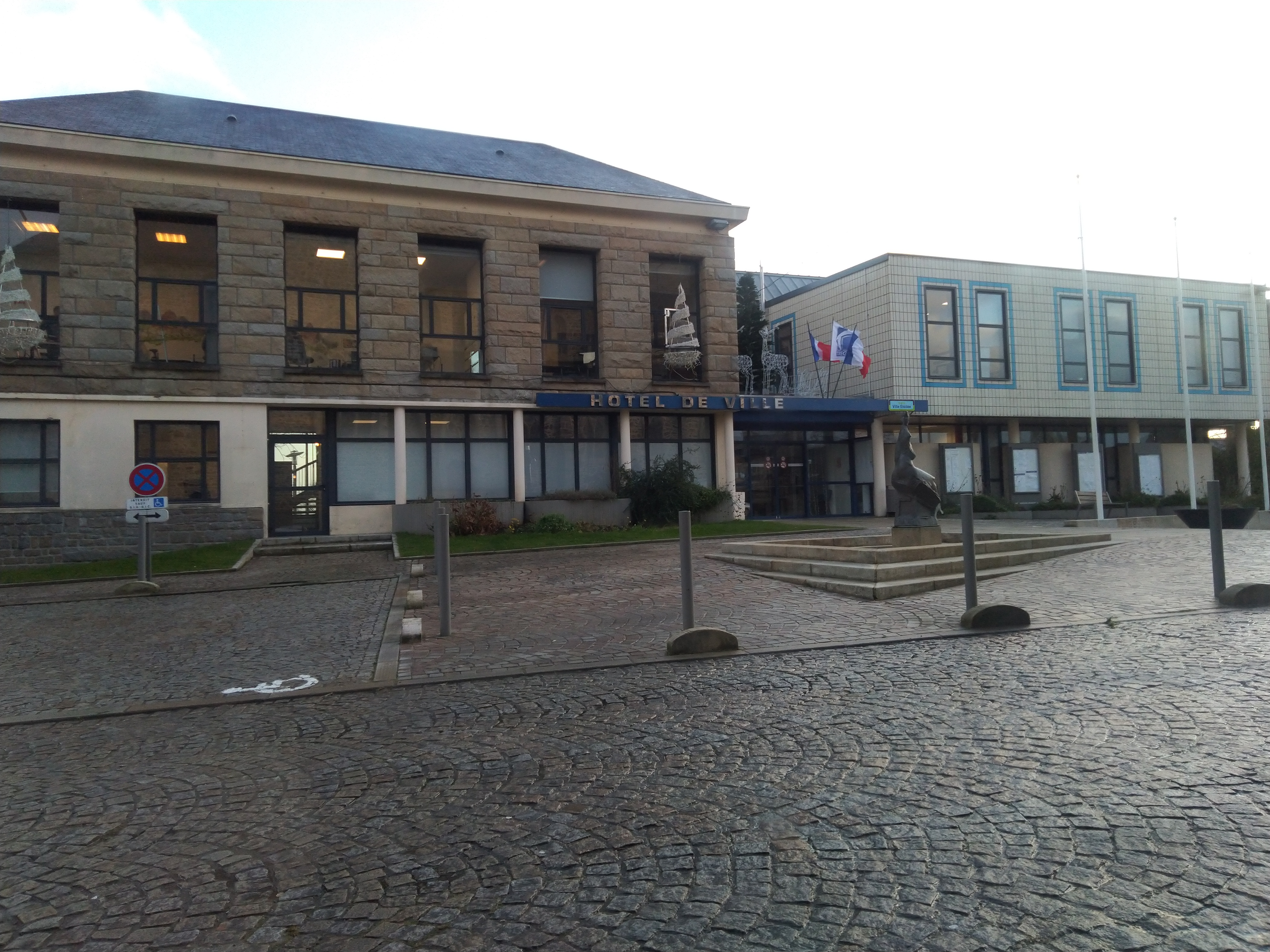
Mairie.

#### Intercommunalité
Depuis le 1er janvier 2017, date de sa création, la commune appartient à Saint-Brieuc Armor Agglomération et en est la quatrième ville. Cette intercommunalité a succédé à la Communauté d'agglomération de Saint-Brieuc (CABRI), structure fondée le 29 octobre 1999 et devenue Saint-Brieuc Agglomération en février 2009.

### Administration municipale
Le nombre d'habitants au dernier recensement étant compris entre 5 000 et 9 999, le nombre de membres du conseil municipal est de 29.

### Liste des maires
| Période                                  | Période               | Identité                 | Étiquette | Qualité |
| ---------------------------------------- | --------------------- | ------------------------ | --------- | --- |
| Les données manquantes sont à compléter. |                       |                          |           | |
| avant 1923                               | novembre 1933 (décès) | Louis Rault              |           | |
| 1935                                     | ca. 1941              | Pierre Le Glatin         |           | |
| Les données manquantes sont à compléter. |                       |                          |           | |
| 1945                                     | octobre 1947          | Jean Rault               |           | |
| octobre 1947                             | juin 1995             | Marcel Rault             | DVG-PS    | Retraité de l'agriculture, maire honoraire Fils de Jean Rault                                                                                             |
| juin 1995                                | mars 2014             | Jean Basset              | PS        | Ingénieur retraité |
| mars 2014                                | En cours              | Christine Métois-Le Bras | PS        | Juriste Conseillère départementale de Trégueux (2021 → ) 3e vice-présidente de Saint-Brieuc Armor Agglomération (2020 → ) Réélue pour le mandat 2020-2026 |

### Jumelages
- Lavelanet (France)
- Gammertingen (Allemagne)

## Démographie
Les habitants de Trégueux sont les Trégueusiennes et les Trégueusiens.
L'évolution du nombre d'habitants est connue à travers les recensements de la population effectués dans la commune depuis 1793. Pour les communes de moins de 10 000 habitants, une enquête de recensement portant sur toute la population est réalisée tous les cinq ans, les populations de référence des années intermédiaires étant quant à elles estimées par interpolation ou extrapolation. Pour la commune, le premier recensement exhaustif entrant dans le cadre du nouveau dispositif a été réalisé en 2005.

En 2022, la commune comptait 8 462 habitants, en évolution de +0,21 % par rapport à 2016 (Côtes-d'Armor : +1,78 %, France hors Mayotte : +2,11 %).
| 1793 | 1800 | 1806  | 1821  | 1831  | 1836  | 1841  | 1846  | 1851  |
| ---- | ---- | ----- | ----- | ----- | ----- | ----- | ----- | ----- |
| 948  | 934  | 1 017 | 1 188 | 1 230 | 1 345 | 1 334 | 1 350 | 1 278 |

| 1856  | 1861  | 1866  | 1872  | 1876  | 1881  | 1886  | 1891  | 1896  |
| ----- | ----- | ----- | ----- | ----- | ----- | ----- | ----- | ----- |
| 1 309 | 1 355 | 1 355 | 1 323 | 1 339 | 1 282 | 1 306 | 1 320 | 1 233 |

| 1901  | 1906  | 1911  | 1921  | 1926  | 1931  | 1936  | 1946  | 1954  |
| ----- | ----- | ----- | ----- | ----- | ----- | ----- | ----- | ----- |
| 1 242 | 1 202 | 1 225 | 1 165 | 1 141 | 1 142 | 1 209 | 1 273 | 1 351 |

| 1962  | 1968  | 1975  | 1982  | 1990  | 1999  | 2005  | 2006  | 2010  |
| ----- | ----- | ----- | ----- | ----- | ----- | ----- | ----- | ----- |
| 1 734 | 2 182 | 4 704 | 6 537 | 6 970 | 6 581 | 6 874 | 7 204 | 7 926 |

| 2015  | 2020  | 2022  | - | - | - | - | - | - |
| ----- | ----- | ----- | - | - | - | - | - | - |
| 8 411 | 8 470 | 8 462 | - | - | - | - | - | - |

## Économie

### Activités économiques
Tout à nord de la ville, se situe la plus grande zone commerciale du département, principalement située dans la ville de Langueux.
Le bourg est assez dynamique avec une dizaine de commerce.

### Transports
Trégueux est reliée au reste de l'agglomération du lundi au samedi grâce aux lignes C, 70, 110 et 120, en soirée par la ligne N3 et les dimanches et jours fériés par la ligne DF2 uniquement, des Transports urbains briochins (TUB).

## Culture locale, patrimoine et tourisme

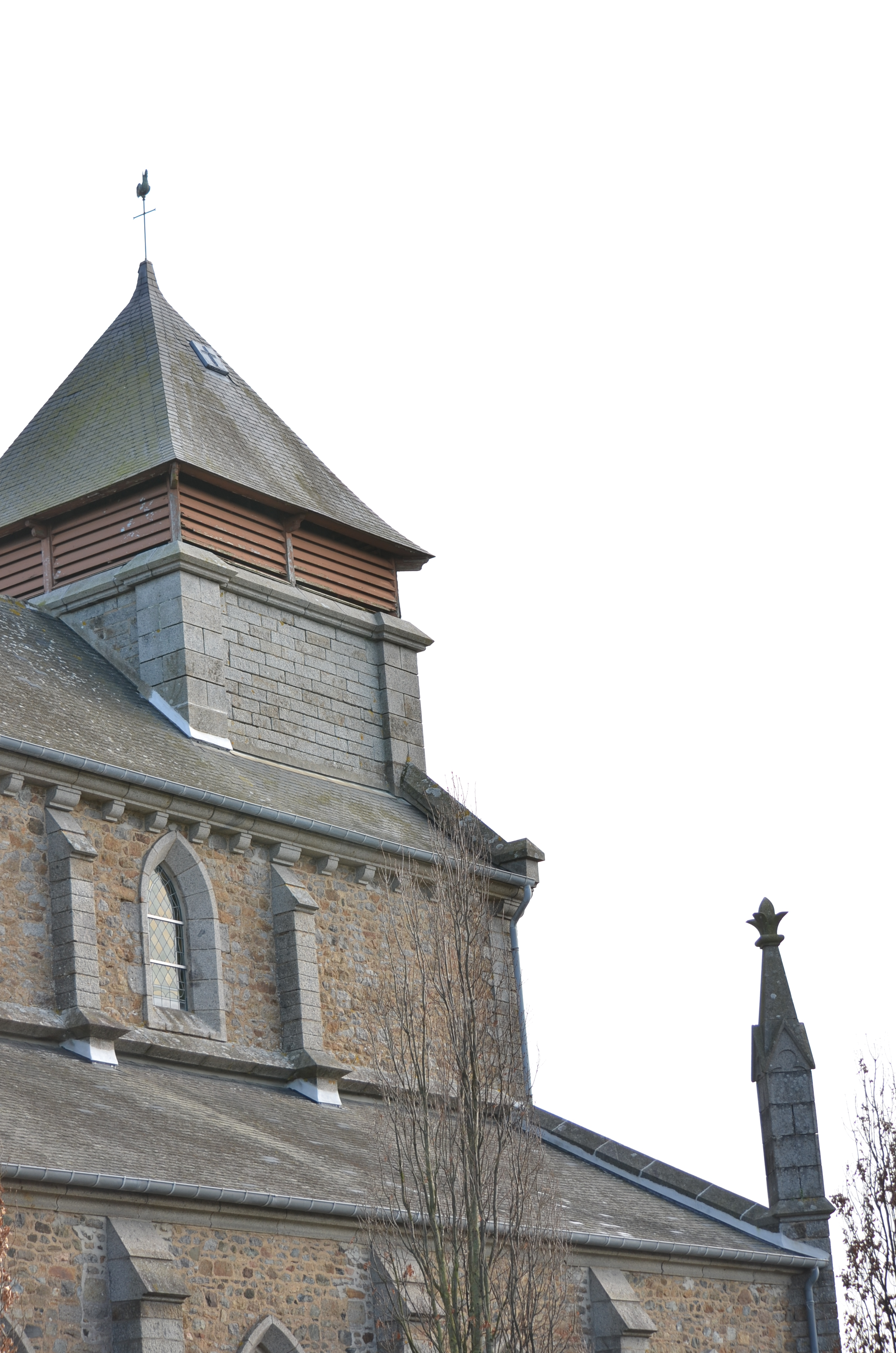
Église Saint-Pierre.

Pour toutes informations concernant la culture et le tourisme de la commune : article sur Wikivoyage.

Monuments principaux de la commune :
- Manoir de Guélambert ;
- Église Saint-Pierre : elle fut construite par Renouard et Pignorel. Elle fut achevée en 1882.

### Langue bretonne
- À la rentrée 2007, 3,1 % des enfants de la commune étaient inscrits dans le primaire bilingue[38].

## Personnalités liées à la commune
- Jean-Louis Bagot : né à Trégueux en 1724, maire de Saint-Brieuc, député à l'Assemblée législative en 1791.
- Jean-Baptiste Guégan, né en 1983, chanteur français connu pour être le sosie vocal de Johnny Hallyday y est né et y a vécu.

## Galerie

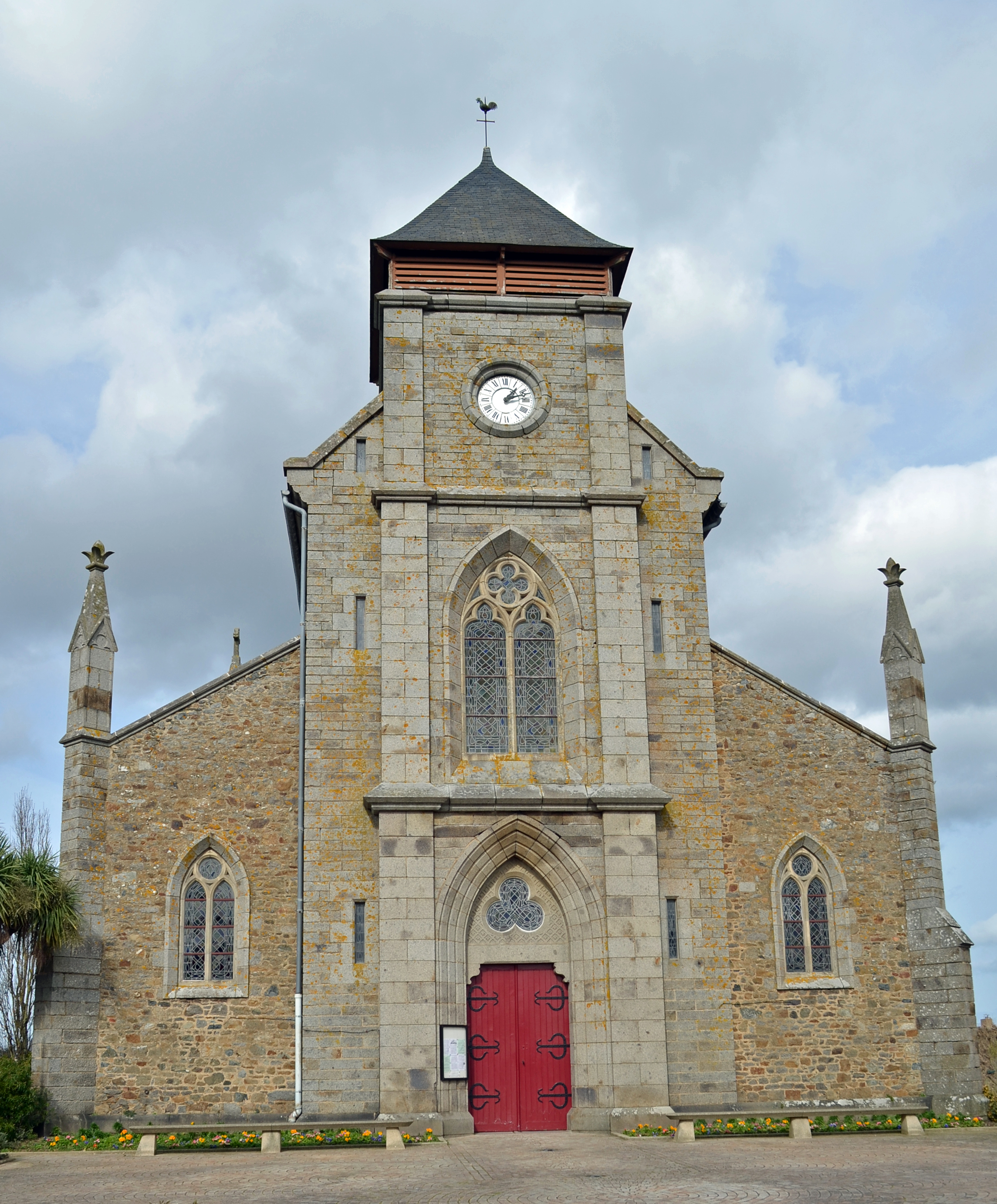
Église.
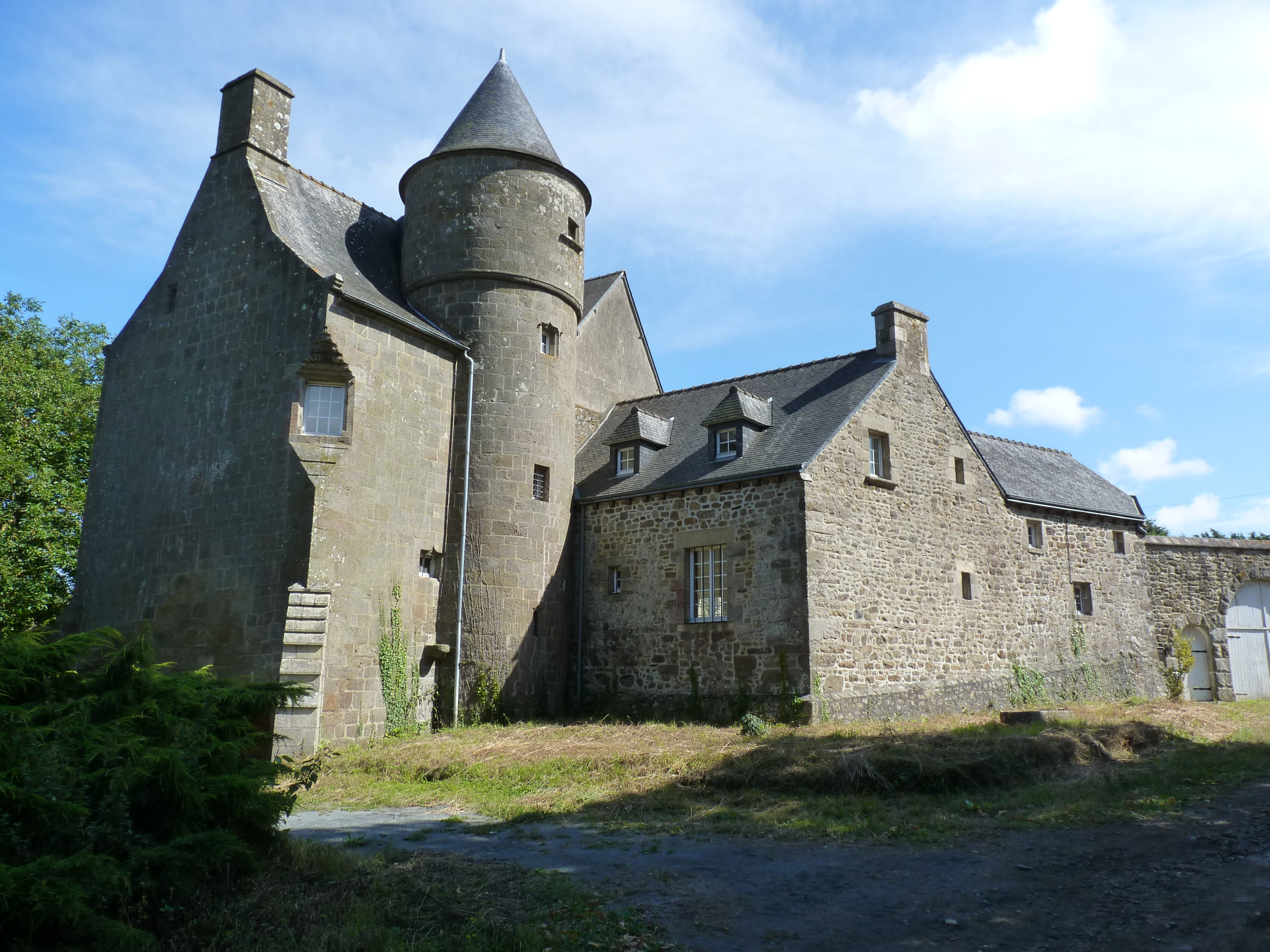
Manoir.